# Ali Assadalla
Ali Assadalla Thaimn Qambar (Manama, 19 gennaio 1993) è un calciatore bahreinita naturalizzato qatariota, attaccante dell'Al-Sadd e della Nazionale qatariota.

## Carriera

### Club
Ha sempre giocato nel campionato qatariota.

### Nazionale
Ha esordito in Nazionale nel 2013.

## Statistiche

### Cronologia presenze e reti in nazionale
| Cronologia completa delle presenze e delle reti in nazionale ― Qatar | Cronologia completa delle presenze e delle reti in nazionale ― Qatar | Cronologia completa delle presenze e delle reti in nazionale ― Qatar | Cronologia completa delle presenze e delle reti in nazionale ― Qatar | Cronologia completa delle presenze e delle reti in nazionale ― Qatar | Cronologia completa delle presenze e delle reti in nazionale ― Qatar | Cronologia completa delle presenze e delle reti in nazionale ― Qatar | Cronologia completa delle presenze e delle reti in nazionale ― Qatar |
| Data                                                                 | Città                                                                | In casa                                                              | Risultato                                                            | Ospiti                                                               | Competizione                                                         | Reti                                                                 | Note                                                                 |
| -------------------------------------------------------------------- | -------------------------------------------------------------------- | -------------------------------------------------------------------- | -------------------------------------------------------------------- | -------------------------------------------------------------------- | -------------------------------------------------------------------- | -------------------------------------------------------------------- | -------------------------------------------------------------------- |
| 3-9-2014                                                             | Casablanca                                                           | Marocco                                                              | 0 – 0                                                                | Qatar                                                                | Amichevole                                                           | -                                                                    | 80’                                                                  |
| 9-9-2014                                                             | Doha                                                                 | Qatar                                                                | 0 – 2                                                                | Perù                                                                 | Amichevole                                                           | -                                                                    | 68’                                                                  |
| 27-12-2014                                                           | Doha                                                                 | Qatar                                                                | 3 – 0                                                                | Estonia                                                              | Amichevole                                                           | -                                                                    | 58’                                                                  |
| 19-1-2015                                                            | Doha                                                                 | Qatar                                                                | 1 – 2                                                                | Bahrein                                                              | Coppa d'Asia 2015 - 1º turno                                         | -                                                                    | 70’                                                                  |
| 26-3-2015                                                            | Doha                                                                 | Qatar                                                                | 1 – 0                                                                | Algeria                                                              | Amichevole                                                           | 1                                                                    |                                                                      |
| 30-3-2015                                                            | Doha                                                                 | Qatar                                                                | 1 – 0                                                                | Slovenia                                                             | Amichevole                                                           | -                                                                    | 75’                                                                  |
| 31-5-2015                                                            | Crewe                                                                | Irlanda del Nord                                                     | 1 – 1                                                                | Qatar                                                                | Amichevole                                                           | -                                                                    | 65’                                                                  |
| 5-6-2015                                                             | Glasgow                                                              | Scozia                                                               | 1 – 0                                                                | Qatar                                                                | Amichevole                                                           | -                                                                    | 66’                                                                  |
| 11-6-2015                                                            | Male                                                                 | Maldive                                                              | 0 – 1                                                                | Qatar                                                                | Qual. Mondiali 2018                                                  | -                                                                    | 75’                                                                  |
| 3-9-2015                                                             | Doha                                                                 | Qatar                                                                | 15 – 0                                                               | Bhutan                                                               | Qual. Mondiali 2018                                                  | 3                                                                    |                                                                      |
| 8-9-2015                                                             | Kowloon                                                              | Hong Kong                                                            | 2 – 3                                                                | Qatar                                                                | Qual. Mondiali 2018                                                  | -                                                                    | 73’                                                                  |
| 8-10-2015                                                            | Doha                                                                 | Qatar                                                                | 1 – 0                                                                | Cina                                                                 | Qual. Mondiali 2018                                                  | -                                                                    | 27’ 51’                                                              |
| 13-10-2015                                                           | Doha                                                                 | Qatar                                                                | 4 – 0                                                                | Maldive                                                              | Qual. Mondiali 2018                                                  | -                                                                    | 74’                                                                  |
| 13-11-2015                                                           | Doha                                                                 | Qatar                                                                | 1 – 2                                                                | Turchia                                                              | Amichevole                                                           | 1                                                                    | 78’                                                                  |
| 17-11-2015                                                           | Thimphu                                                              | Bhutan                                                               | 0 – 3                                                                | Qatar                                                                | Qual. Mondiali 2018                                                  | -                                                                    |                                                                      |
| 24-3-2016                                                            | Doha                                                                 | Qatar                                                                | 2 – 0                                                                | Hong Kong                                                            | Qual. Mondiali 2018                                                  | -                                                                    | 75’ 77’                                                              |
| 29-5-2016                                                            | Hartberg                                                             | Albania                                                              | 3 – 1                                                                | Qatar                                                                | Amichevole                                                           | -                                                                    | 60’                                                                  |
| 8-8-2016                                                             | Doha                                                                 | Qatar                                                                | 2 – 1                                                                | Iraq                                                                 | Amichevole                                                           | 1                                                                    | 45’                                                                  |
| 25-8-2016                                                            | Doha                                                                 | Qatar                                                                | 3 – 0                                                                | Thailandia                                                           | Amichevole                                                           | -                                                                    |                                                                      |
| 1-9-2016                                                             | Teheran                                                              | Iran                                                                 | 2 – 0                                                                | Qatar                                                                | Qual. Mondiali 2018                                                  | -                                                                    |                                                                      |
| 6-9-2016                                                             | Doha                                                                 | Qatar                                                                | 0 – 1                                                                | Uzbekistan                                                           | Qual. Mondiali 2018                                                  | -                                                                    |                                                                      |
| 11-10-2016                                                           | Doha                                                                 | Qatar                                                                | 1 – 0                                                                | Siria                                                                | Qual. Mondiali 2018                                                  | -                                                                    | 41’ 77’                                                              |
| 10-11-2016                                                           | Doha                                                                 | Qatar                                                                | 2 – 1                                                                | Russia                                                               | Amichevole                                                           | -                                                                    | 61’                                                                  |
| 15-11-2016                                                           | Kunming                                                              | Cina                                                                 | 0 – 0                                                                | Qatar                                                                | Qual. Mondiali 2018                                                  | -                                                                    | 57’                                                                  |
| 17-1-2017                                                            | Doha                                                                 | Qatar                                                                | 1 – 1                                                                | Moldavia                                                             | Amichevole                                                           | -                                                                    | 68’                                                                  |
| 9-3-2017                                                             | Doha                                                                 | Qatar                                                                | 1 – 2                                                                | Azerbaigian                                                          | Amichevole                                                           | 1                                                                    | 36’                                                                  |
| 23-3-2017                                                            | Doha                                                                 | Qatar                                                                | 0 – 1                                                                | Iran                                                                 | Qual. Mondiali 2018                                                  | -                                                                    | 61’                                                                  |
| 28-3-2017                                                            | Tashkent                                                             | Uzbekistan                                                           | 1 – 0                                                                | Qatar                                                                | Qual. Mondiali 2018                                                  | -                                                                    | 69’                                                                  |
| 6-6-2017                                                             | Doha                                                                 | Qatar                                                                | 2 – 2                                                                | Corea del Nord                                                       | Amichevole                                                           | -                                                                    | 82’                                                                  |
| 13-6-2017                                                            | Doha                                                                 | Qatar                                                                | 3 – 2                                                                | Corea del Sud                                                        | Qual. Mondiali 2018                                                  | -                                                                    |                                                                      |
| 31-8-2017                                                            | Malacca                                                              | Siria                                                                | 3 – 1                                                                | Qatar                                                                | Qual. Mondiali 2018                                                  | 1                                                                    |                                                                      |
| 5-9-2017                                                             | Doha                                                                 | Qatar                                                                | 1 – 2                                                                | Cina                                                                 | Qual. Mondiali 2018                                                  | -                                                                    | 78’                                                                  |
| 16-8-2017                                                            | Burton upon Trent                                                    | Andorra                                                              | 0 – 1                                                                | Qatar                                                                | Amichevole                                                           | 1                                                                    | 75’                                                                  |
| 1-9-2021                                                             | Debrecen                                                             | Qatar                                                                | 0 – 4                                                                | Serbia                                                               | Amichevole                                                           | -                                                                    | 61’                                                                  |
| 7-9-2021                                                             | Lussemburgo                                                          | Lussemburgo                                                          | 1 – 1                                                                | Qatar                                                                | Amichevole                                                           | -                                                                    | 72’                                                                  |
| 11-11-2021                                                           | Belgrado                                                             | Serbia                                                               | 4 – 0                                                                | Qatar                                                                | Amichevole                                                           | -                                                                    | 46’                                                                  |
| 6-12-2021                                                            | Al Khawr                                                             | Qatar                                                                | 3 – 0                                                                | Iraq                                                                 | Coppa araba FIFA 2021 - 1º turno                                     | -                                                                    | 69’                                                                  |
| 10-12-2021                                                           | Al Khawr                                                             | Qatar                                                                | 5 – 0                                                                | Emirati Arabi Uniti                                                  | Coppa araba FIFA 2021 - Quarti di finale                             | -                                                                    | 81’                                                                  |
| 26-3-2022                                                            | Al Rayyan                                                            | Qatar                                                                | 2 – 1                                                                | Bulgaria                                                             | Amichevole                                                           | -                                                                    | 67’                                                                  |
| 26-8-2022                                                            | Wiener Neustadt                                                      | Qatar                                                                | 1 – 1                                                                | Giamaica                                                             | Amichevole                                                           | -                                                                    | 85’                                                                  |
| 23-9-2022                                                            | Vienna                                                               | Qatar                                                                | 0 – 2                                                                | Canada                                                               | Amichevole                                                           | -                                                                    | 62’                                                                  |
| 27-9-2022                                                            | Vienna                                                               | Qatar                                                                | 2 – 2                                                                | Cile                                                                 | Amichevole                                                           | -                                                                    | 88’                                                                  |
| 9-11-2022                                                            | Marbella                                                             | Qatar                                                                | 1 – 0                                                                | Albania                                                              | Amichevole                                                           | -                                                                    |                                                                      |
| 29-11-2022                                                           | Al Khawr                                                             | Paesi Bassi                                                          | 2 – 0                                                                | Qatar                                                                | Mondiali 2022 - 1º turno                                             | -                                                                    | 65’                                                                  |
| 7-1-2023                                                             | Basra                                                                | Kuwait                                                               | 0 – 2                                                                | Qatar                                                                | Coppa delle nazioni del Golfo 2023 - 1º turno                        | -                                                                    | 76’                                                                  |
| 10-1-2023                                                            | Basra                                                                | Qatar                                                                | 1 – 2                                                                | Bahrein                                                              | Coppa delle nazioni del Golfo 2023 - 1º turno                        | -                                                                    | 90’                                                                  |
| 13-1-2023                                                            | Basra                                                                | Qatar                                                                | 1 – 1                                                                | Emirati Arabi Uniti                                                  | Coppa delle nazioni del Golfo 2023 - 1º turno                        | -                                                                    |                                                                      |
| 16-1-2023                                                            | Basra                                                                | Iraq                                                                 | 2 – 1                                                                | Qatar                                                                | Coppa delle nazioni del Golfo 2023 - Semifinale                      | -                                                                    | 90+7’                                                                |
| 15-6-2023                                                            | Ritzing                                                              | Giamaica                                                             | 1 – 2                                                                | Qatar                                                                | Amichevole                                                           | -                                                                    | Cap. 70’                                                             |
| 25-6-2023                                                            | Houston                                                              | Haiti                                                                | 2 – 1                                                                | Qatar                                                                | Gold Cup 2023 - 1º turno                                             | -                                                                    | 58’                                                                  |
| 29-6-2023                                                            | Glendale                                                             | Qatar                                                                | 1 – 1                                                                | Honduras                                                             | Gold Cup 2023 - 1º turno                                             | -                                                                    | cap. 74’                                                             |
| 2-7-2023                                                             | Santa Clara                                                          | Messico                                                              | 0 – 1                                                                | Qatar                                                                | Gold Cup 2023 - 1º turno                                             | -                                                                    | 40’                                                                  |
| 8-7-2023                                                             | Arlington                                                            | Panama                                                               | 4 – 0                                                                | Qatar                                                                | Gold Cup 2023 - Quarti di finale                                     | -                                                                    | cap. 66’                                                             |
| 31-12-2023                                                           | Doha                                                                 | Qatar                                                                | 3 – 0                                                                | Cambogia                                                             | Amichevole                                                           | -                                                                    | 46’                                                                  |
| 22-1-2024                                                            | Doha                                                                 | Qatar                                                                | 1 – 0                                                                | Cina                                                                 | Coppa d'Asia 2023 - 1º turno                                         | -                                                                    |                                                                      |
| 10-2-2024                                                            | Lusail                                                               | Giordania                                                            | 1 – 3                                                                | Qatar                                                                | Coppa d'Asia 2023 - Finale                                           | -                                                                    | 53’                                                                  |
| Totale                                                               |                                                                      | Presenze                                                             | 56                                                                   |                                                                      | Reti                                                                 | 9                                                                    |                                                                      |

## Palmarès

### Competizioni nazionali
- Campionato qatariota: 5

Al-Sadd: 2012-2013, 2018-2019, 2020-2021, 2021-2022, 2024-2025

### Nazionale
- Coppa d'Asia: 1

Qatar 2023